# Organización Hidrográfica Internacional

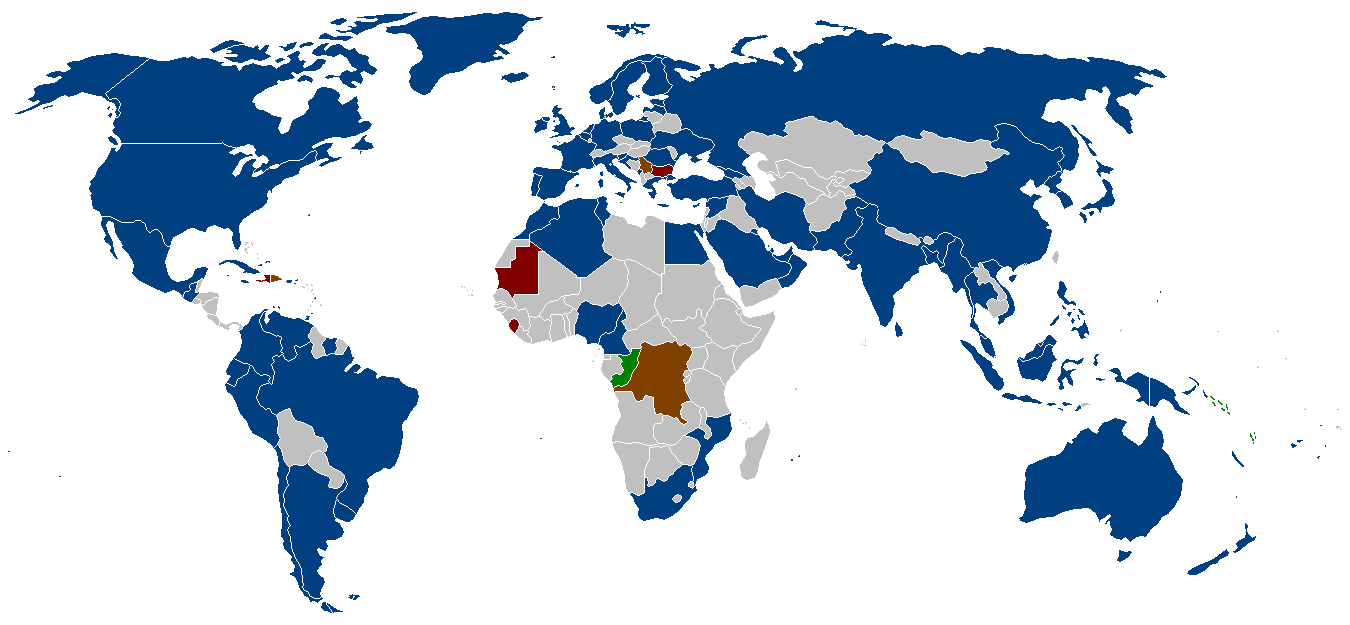
Estados miembros
Miembros suspendidos
Aprobados, pero esperando membresía
Solicitud en curso Datos de 2015.

La Organización Hidrográfica Internacional (en inglés: International Hydrographic Organization, o IHO; en francés: Organisation hydrographique internationale o OHI) es una organización intergubernamental consultiva y técnica de hidrografía, que fue establecida en 1921 como Departamento Hidrográfico Internacional (Bureau hydrographique international). El nombre actual fue adoptado tras un acuerdo firmado en Mónaco el 3 de mayo de 1967, que entró en vigor en 1970.
La OHI concreta una cooperación comenzada al principio del siglo XX entre los Estados que disponían de una capacidad de realizar levantamientos hidrográficos y de publicar sus propias cartas marinas. En 2006, la OHI, con sede central en Mónaco, se componía de 77 miembros.
La OHI es también la encargada de publicar varios estándares, incluyendo el S-57 de transferencia para datos hidrográficos digitales, un estándar de codificación empleado para cartas de navegación electrónicas.

## Objetivos
Es el organismo coordinador de los Servicios Hidrográficos oficialmente acreditados por sus respectivos gobiernos y sus objetivos son:
- Coordinar las actividades de las Oficinas Hidrográficas nacionales.
- Lograr la estandarización de las publicaciones náuticas y cartográficas en general.
- Adoptar métodos fiables y eficientes en el desarrollo de levantamientos hidrográficos.
- Promover el desarrollo de las ciencias en el campo de la hidrografía y de las técnicas usadas en la oceanografía física.

## Historia
Durante el siglo XIX, muchas naciones marítimas establecieron oficinas hidrográficas para mejorar la navegación de buques y mercantes mediante publicaciones náuticas, cartas náuticas y otros servicios de navegación. Existían diferencias sustanciales en los procedimientos hidrográficos, cartas y publicaciones. En 1889, se celebró una Conferencia Marítima Internacional en Washington D. C., y se propuso establecer una "comisión internacional permanente". Propuestas similares se presentaron en las sesiones del Congreso Internacional de Navegación, celebrado en San Petersburgo en 1908, y en la Conferencia Marítima Internacional, celebrada en San Petersburgo en 1912.
En 1919, los hidrógrafos nacionales de Gran Bretaña y Francia cooperaron para tomar las medidas necesarias para convocar una conferencia internacional de hidrógrafos. Londres fue elegida como la sede más adecuada para esta conferencia, y el 24 de julio de 1919 se inauguró la Primera Conferencia Internacional, a la que asistieron hidrógrafos de 24 naciones. El objetivo de la conferencia fue "considerar la conveniencia de que todas las naciones marítimas adopten métodos similares en la preparación, construcción y producción de sus cartas y publicaciones hidrográficas; presentar los resultados en la forma más conveniente para su fácil utilización; establecer un sistema rápido de intercambio mutuo de información hidrográfica entre todos los países; y brindar la oportunidad de que los expertos hidrográficos del mundo realicen consultas y debates sobre temas hidrográficos en general". Este sigue siendo el principal objetivo de la OHI.
Como resultado de la Conferencia de 1919, se formó una organización permanente y se redactaron los estatutos para su funcionamiento. La entonces denominada IHB,(Buró Hidrográfico Internacional, BHI) en la actualidad la OHI, inició sus actividades en 1921 con 18 naciones como miembros. El Principado de Mónaco fue elegido como sede de la Organización gracias al ofrecimiento de Alberto I de Mónaco de proporcionar una ubicación adecuada para la Oficina en el Principado.
La Organización Hidrográfica Internacional (OHI) se fundó en junio de 1921 con el nombre de Buró Hidrográfico Internacional (BHI), siendo su primer presidente el vicealmirante Sir John Parry, KCB del Reino Unido. En 1970, bajo el liderazgo de Guy Chatel, de Francia, la organización adoptó su nombre actual como parte de una nueva Convención Internacional sobre la OHI, acordada por sus países miembros. El término "Buró Hidrográfico Internacional" siguió describiendo la secretaría de la OHI hasta el 8 de noviembre de 2016, fecha en que entró en vigor una importante revisión de la Convención. Tras este cambio, la secretaría pasó a denominarse "Secretaría de la OHI", compuesta por un Secretario General electo, dos Directores de apoyo y un pequeño equipo permanente (18 personas en 2020) en la sede de la Organización en Mónaco.

## Especificaciones cartográficas
- Marcos, graduaciones, reticúlos y escalas gráficas.

## Publicaciones
La mayoría de las publicaciones de la OHI, incluidas las normas, directrices y documentos asociados como la Revista Hidrográfica Internacional, el Boletín Hidrográfico Internacional, el Diccionario Hidrográfico y el Anuario están disponibles para el público en general de forma gratuita en el sitio web de la OHI. La OHI publica las normas internacionales relacionadas con la cartografía y la hidrografía, incluida la S-57, Norma de Transferencia de la OHI para Datos Hidrográficos Digitales, la norma de codificación que se utiliza principalmente para las cartas náuticas electrónicas.
En 2010, la OHI introdujo una nueva norma geoespacial hidrográfica contemporánea para modelar datos e información marinos, conocida como S-100. La S-100 y cualquier especificación de producto dependiente están respaldadas por un registro en línea accesible a través del sitio web de la OHI. La S-100 está alineada con la serie de normas geográficas ISO 19100, lo que la hace totalmente compatible con las normas contemporáneas de datos geoespaciales.
Dado que la S-100 se basa en la ISO 19100, puede ser utilizada por otros proveedores de datos para sus datos e información relacionados con el mar (no hidrográficos). Diversos proveedores de datos e información, tanto del sector gubernamental como del privado, utilizan actualmente la S-100 como parte de la aplicación del concepto de Navegación electrónica que ha sido respaldado por la Organización Marítima Internacional de las Naciones Unidas.
Otra de las publicaciones de interés es la S-23, Límites de los océanos y mares. La 3ª edición data de 1953 mientras que la posible 4ª edición, iniciada en 1986, permanece como borrador desde 2002. Se distribuyó a los miembros de la OHI, pero su publicación oficial se ha suspendido a la espera de un acuerdo entre Corea del Sur y Japón sobre el nombre estándar internacional del mar denominado "Mar de Japón" en la edición de 1953.

## Estados miembros
La OHI cuenta con los siguientes Estados miembros con su propia organización hidrográfica
| País                   | Organización Hidrográfica                                                                      | Sigla  | Status |
| ---------------------- | ---------------------------------------------------------------------------------------------- | ------ | ------ |
| Egipto                 | Departamento Hidrográfico de la Armada Egipcia                                                 | ENHD   |        |
| Argelia                | Servicio Hidrográfico de las Fuerzas Navales de Argelia                                        |        |        |
| Angola                 | Servicio Hidrográfico de las Fuerzas Navales                                                   |        |        |
| Argentina              | Servicio de Hidrografía Naval.                                                                 | SHN    |        |
| Australia              | Servicio Hidrográfico Australiano.                                                             |        |        |
| Baréin                 | Dirección de Estudios Hidrográficos                                                            |        |        |
| Bangladés              | Dirección de Hidrografía                                                                       |        |        |
| Bélgica                | Dirección de Hidrografía de Bélgica                                                            |        |        |
| Brasil                 | Dirección de Hidrografía y Navegación                                                          |        |        |
| Brunéi                 | Darussalam                                                                                     |        |        |
| Bulgaria               |                                                                                                |        |        |
| Chile                  | Servicio Hidrográfico y Oceanográfico de la Armada.                                            | SHOA   |        |
| China                  | Administración de Seguridad Marítima (MSA)                                                     |        |        |
| Dinamarca              | Geodatastyrelsen                                                                               | GST    |        |
| Alemania               | Oficina Federal de Navegación e Hidrografía (Bundesamt für Seeschiffahrt und Hydrographie)     | BSH    |        |
| República Dominicana   | Instituto Cartográfico Militar.                                                                |        |        |
| Ecuador                | Instituto Oceanográfico de la Armada                                                           | INOCAR |        |
| España                 | Instituto Hidrográfico de la Marina                                                            | IHM    |        |
| Estonia                | Administración Marítima de Estonia                                                             | EMA    |        |
| Fiyi                   |                                                                                                |        |        |
| Finlandia              | Oficina Hidrográfica de la Agencia Finlandesa de Transporte                                    |        |        |
| Francia                | Servicio Hidrográfico y Oceanográfico de la Marina                                             | SHOM   |        |
| Grecia                 | Servicio Hidrográfico de la Marina Helénica                                                    |        |        |
| Georgia                |                                                                                                |        |        |
| Guatemala              |                                                                                                |        |        |
| Guyana                 |                                                                                                |        |        |
| Islas Salomón          |                                                                                                |        |        |
| Indonesia              | Oficina Hidrográfica Nacional.                                                                 |        |        |
| Irán                   | Organización Marítima y Portuaria (PMO)                                                        |        |        |
| Iraq                   |                                                                                                |        |        |
| Irlanda                | Oficina de Inspección Marítima.                                                                |        |        |
| Italia                 | Instituto Idrográfico de la Marina.                                                            |        |        |
| Jamaica                | División de Estudios y Cartografía.                                                            |        |        |
| Japón                  | Departamento Hidrográfico y Oceanográfico.                                                     |        |        |
| Canadá                 | Servicio Hidrográfico de Canadá                                                                |        |        |
| Camerún                | Puerto Autónomo de Douala                                                                      | PAD.   |        |
| Catar                  |                                                                                                |        |        |
| Kenia                  |                                                                                                |        |        |
| Colombia               | Dirección General Marítima                                                                     |        |        |
| Congo                  | Dirección de la Marina y de las Vías Navegables.                                               |        |        |
| Croacia                | Hrvatski Hidrografski Institut                                                                 |        |        |
| Cuba                   | Oficina Nacional de Hidrografía y Geodesia.                                                    |        |        |
| Kuwait                 |                                                                                                |        |        |
| Letonia                |                                                                                                |        |        |
| Líbano                 |                                                                                                |        |        |
| Malasia                | Centro Hidrográfico Nacional                                                                   |        |        |
| Malta                  |                                                                                                |        |        |
| Marruecos              | División de Hidrografía, Oceanografía y Cartografía - DHOC                                     |        |        |
| Mauricio               |                                                                                                |        |        |
| México                 | Secretaría de Marina-Dirección General Adjunta de Oceanografía, Hidrografía y Meteorología.    |        |        |
| Mónaco                 | Dirección de Asuntos Marítimos                                                                 |        |        |
| Montenegro             | Instituto de Hidrometeorología y Sismología de Montenegro.                                     |        |        |
| Mozambique             | Instituto Nacional de Hidrografía y Navegación.                                                |        |        |
| Myanmar                | Centro Hidrográfico Naval de Myanmar (NNHC)                                                    |        |        |
| Alemania               | Servicio Hidrográfico de Alemania.                                                             |        |        |
| Nueva Zelanda          | Servicio de Información Terrestre (LINZ)                                                       |        |        |
| Nigeria                | Servicio Hidrográfico de la Marina Nigeriana.                                                  |        |        |
| Corea del Norte        |                                                                                                |        |        |
| Noruega                | Autoridad Cartográfica de Noruega                                                              |        |        |
| Omán                   | Oficina Hidrográfica Nacional de la Marina Real de Omán.                                       |        |        |
| Pakistán               | Departamento de Hidrografía, Cuartel General de la Marina.                                     |        |        |
| Papúa-Nueva Guinea     | Servicio Hidrográfico de Papúa-Nueva Guinea Servicio Hidrográfico de Papúa Nueva Guinea        |        |        |
| Perú                   | Dirección de Hidrografía y Navegación.                                                         |        |        |
| Filipinas              | Autoridad Nacional de Cartografía e Información de Recursos                                    |        |        |
| Polonia                | Oficina Hidrográfica de la Armada Polaca                                                       |        |        |
| Portugal               | Instituto Hidrográfico.                                                                        |        |        |
| Rumanía                | Sección Hidrográfica                                                                           |        |        |
| Rusia                  | Departamento de Navegación y Oceanografía                                                      |        |        |
| Samoa                  | Departamento de Navegación y Oceanografía.                                                     |        |        |
| Islas Salomón          |                                                                                                |        |        |
| Arabia Saudita         | Comisión General de Estudios - GCS                                                             |        |        |
| Serbia                 |                                                                                                |        |        |
| Seychelles             |                                                                                                |        |        |
| Singapur               | Departamento Hidrográfico de la Autoridad Marítima y Portuaria de Singapur                     |        |        |
| Eslovenia              | MZP.                                                                                           |        |        |
| Sudáfrica              | Oficina Hidrográfica                                                                           |        |        |
| Corea del Sur          | Administración Hidrográfica y Oceanográfica de Corea                                           | KHOA   |        |
| Sri Lanka              | Oficina Hidrográfica Nacional                                                                  |        |        |
| Surinam                | Maritieme Autoriteit Suriname                                                                  | MAS    |        |
| Suecia                 | Sjöfartsverket                                                                                 |        |        |
| Siria                  | Dirección General de Puertos                                                                   |        |        |
| Tailandia              | Departamento Hidrográfico de la Marina Real Tailandesa.                                        |        |        |
| Tonga                  | Departamento de Puertos                                                                        |        |        |
| Trinidad y Tobago      | Unidad Hidrográfica                                                                            |        |        |
| Túnez                  | Centre Hydrographique et Océanographique de la marine nationale                                |        |        |
| Turquía                | Hidrografi Ve Osinografi Dairesi Baskanligi.                                                   |        |        |
| Ucrania                | Servicio Hidrográfico Estatal de Ucrania.                                                      |        |        |
| Emiratos Árabes Unidos |                                                                                                |        |        |
| Reino Unido            | Servicio Hidrográfico del Reino Unido (UKHO)                                                   |        |        |
| Estados Unidos         | Administración Nacional Oceánica y Atmosférica (NOAA) - Oficina de Estudios Costeros (OCS/NOS) | NOAA   |        |
| Uruguay                | Servicio de Oceanografía, Hidrografía y Meteorología de la Armada                              | SOHMA  |        |
| Vanuatu                |                                                                                                |        |        |
| Venezuela              | Dirección de Hidrografía Y Navegación                                                          | DHN    |        |
| Vietnam                |                                                                                                |        |        |

## Directores y Presidentes de la OHI (1921-2020)

### 1921-1927
- Presidente: Vicealmirante Sir John Parry, KCB (Reino Unido)
- Directores:
  - Contralmirante Johan Marie Phaff (Países Bajos)
  - Capitán Samuel Müller (Noruega)
  - Contralmirante Albert Niblack, DSM (EE. UU.)

### 1927-1932
- Presidente: Contralmirante Albert Niblack, DSM (EE. UU.)
- Directores:
  - Ingeniero hidrográfico general Pierre Marie Joseph Félix Antoine de Vanssay de Blavous (Francia)
  - Capitán Luigi Tonta (Italia)
  - Contralmirante Andrew Long (EE. UU.)

### 1932-1937
- Presidente: Contralmirante John Nares, DSO (Reino Unido)
- Directores:
  - Ingeniero hidrográfico general Pierre de Vanssay de Blavous (Francia)
  - Contralmirante Andrew Long (EE. UU.)

### 1937-1947
- Presidente: Contralmirante John Nares, DSO (Reino Unido)
- Directores:
  - Contralmirante Walter Selwyn Crosley (EE. UU.)
  - Ingeniero hidrográfico general Pierre de Vanssay de Blavous (Francia)
  - Contralmirante Lamar Leahy (EE. UU.)

### 1947-1952
- Presidente: Vicealmirante John Nares, DSO (Reino Unido)
- Directores:
  - Contralmirante C.L. Nichols (EE. UU.)
  - Capitán Alfredo Viglieri (Italia)

### 1952-1957
- Presidente: Contralmirante C.L. Nichols (EE. UU.)
- Directores:
  - Vicealmirante John Nares, DSO (Reino Unido)
  - Contralmirante Alfredo Viglieri (Italia)

### 1957-1962
- Presidente: Contralmirante Robert Knox (EE. UU.)
- Directores:
  - Contralmirante Alfredo Viglieri (Italia)
  - Ingeniero hidrográfico general Léon Damiani (Francia)

### 1962-1967
- Presidente: Contralmirante Charles Pierce (EE. UU.)
- Directores:
  - Vicealmirante Alfredo Viglieri (Italia)
  - Vicealmirante Alberto dos Santos Franco (Brasil)

### 1967-1972
- Presidente: Ingeniero hidrográfico general Guy Chatel (Francia)
- Directores:
  - Capitán Victor Moitoret (EE. UU.)
  - Capitán Isaac Wilhelm Tegner (Dinamarca)

### 1972-1977
- Presidente: Contralmirante G. Stephen Ritchie, CB, DSC (Reino Unido)
- Directores:
  - Contralmirante James Tison (EE. UU.)
  - Contralmirante Darsham Chander Kapoor (India)

### 1977-1982
- Presidente: Contralmirante G. Stephen Ritchie, CB, DSC (Reino Unido)
- Directores:
  - Contralmirante Darsham Chander Kapoor (India)
  - Capitán James Ayres (EE. UU.)

### 1982-1987
- Presidente: Contralmirante Francis Leslie Fraser, AVSM (India)
- Directores:
  - Vicealmirante Orlando Augusto Amaral Affonso (Brasil)
  - Capitán James Ayres (EE. UU.)

### 1987-1992
- Presidente: Contralmirante Sir David Haslam, KBE, CB (Reino Unido)
- Directores:
  - Contralmirante Alfredo Civetta (Italia)
  - Sr. Adam Kerr (Canadá)

### 1992-1997
- Presidente: Contralmirante Christian Andreasen (EE. UU.)
- Directores:
  - Sr. Adam Kerr (Canadá)
  - Contralmirante Giuseppe Angrisano (Italia)

### 1997-2002
- Presidente: Contralmirante Giuseppe Angrisano (Italia)
- Directores:
  - Contralmirante Neil Guy (Sudáfrica)
  - Comodoro John Leech (Australia)

### 2002-2007
- Presidente: Vicealmirante Alexandros Maratos (Grecia)
- Directores:
  - Contralmirante Kenneth Barbor (EE. UU.)
  - Capitán Hugo Gorziglia (Chile)

### 2007-2012
- Presidente: Vicealmirante Alexandros Maratos (Grecia)
- Directores:
  - Capitán Hugo Gorziglia (Chile)
  - Capitán Robert Ward (Australia)

### 2012-2017
- Secretario General: Capitán Robert Ward (Australia)
- Directores:
  - Contralmirante Mustafa İpteş (Turquía)
  - Ingeniero general Gilles Bessero (Francia)

### 2017-2020
- Secretario General: Dr. Mathias Jonas (Alemania)
- Directores:
  - Capitán Abraham Kampfer (Sudáfrica)
  - Contralmirante Mustafa İpteş (Turquía)